# Jean-Henri Hemsch

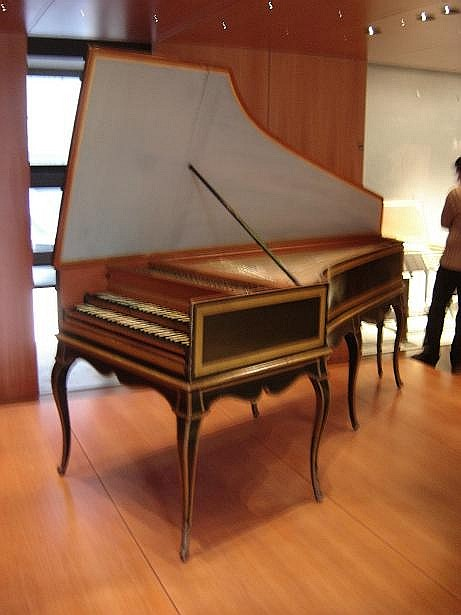
Un clavecin dû à Jean-Henri Hemsch (Paris, Musée de la musique)

Jean-Henri Hemsch (né en 1700 près de Cologne, mort en 1769 à Paris)  fut un des plus célèbres facteurs de clavecins parisiens de son temps. Il était d'origine germanique.

## Biographie
De son vrai nom Johann Heinrich Hemsch, il vint s'installer en France en 1728, et travailla dans l'atelier du facteur Antoine Vater, lui aussi allemand émigré. 
Il travailla ensuite pour son propre compte, en association avec son plus jeune frère Guillaume (Wilhelm) et devint un des plus fameux facteurs et experts parisiens. Ses clavecins sont typiquement français et comparables en qualité à ceux de la famille Blanchet-Taskin.
Il subsiste aujourd'hui cinq instruments à deux claviers de sa production. Le plus ancien, visible au Museum of Fine Arts à Boston date de 1736. Le Musée de la Musique à Paris en possède un de 1761. Le claveciniste Frédérick Haas possède un clavecin de 1751 en état de jeu et classé au titre des monuments historiques. Il aurait été commandé pour sa femme par Le Riche de La Popelinière, fermier général et mécène de Rameau.

## Discographie
- Domenico Scarlatti, Sonates pour clavier [15] - Blandine Verlet, clavecin H. Hemsch 1754 de la collection Claude Mercier-Ythier (1975, LP Philips 6599 789)
- Jacques Duphly, Œuvres pour clavecin - Mario Raskin, clavecin H. Hemsch 1754 de la collection Claude Mercier-Ythier (17-18 septembre 1992, Verany) (OCLC 30665578)